# Демидов Маркіян Дмитрович
Маркія́н Дми́трович Деми́дов (нар. 7 листопада 1935, с. Дуброви, Білорусь  — пом. 23 лютого 2022, Київ, Україна) — голова Української спілки в'язнів-жертв нацизму. Академік міжнародної академії наук екології та безпеки життєдіяльності. Віце-президент виконавчого комітету першого Міжнародного європейського конгресу жертв фашизму і нацизму 1920—1945 років.
Заступник голови Міжнародної спілки колишніх малолітніх в'язнів фашизму. Заступник постійного представника уряду України в кураторіумі німецького фонду «Пам'ять, відповідальність і майбутнє» (2010). Внесений до Золотий фонд нації. Національні лідери України  (2014).

## Життєпис
Народився 7 листопада 1935 року в селі Дуброви Верхньодвинського району, Білорусь.
1943-го разом з матір'ю опинився у концтаборі смерті Саласпілс. Як малолітній був переданий Янісу Вейде, що проживав на хуторі Спалвас Огресгальської волості Ризького повіту, для трудового використання і виховання. Втік і блукав дорогами Латвії, намагаючись дійти до білоруських земель. Потрапив до латвійської поліції, яка передала його місцевому поміщику Людвігу Ізмаїловичу, що мешкав в Асуньській волості Дагдського повіту. У поміщика працював пастухом.
В липні 1944 року визволився з поміщицької неволі, коли цими місцями проходила Червона армія. Пішов до школи у перший клас.
Після семикласної школи Маркіян вчився в Полоцькому (Вітебському) будівельному технікумі. Після закінчення технікуму його направили до Києва, де Маркіян працював спочатку майстром на будівництві, потім виконробом, згодом — старшим виконробом, а через кілька років — начальником СБМУ і ПМК.
Заочно навчався в Київському інституті народного господарства, який закінчив 1970 року.
Працював головним інженером інституту «Укрдержпроектмісцепром».
У лютому 1991 року була створена Українська спілка колишніх малолітніх в'язнів фашизму, а Демидова М. Д. обрано головою спілки.
З 1993 року входить до складу Спостережної ради Фонду «Взаєморозуміння і примирення», з 1997 року він — член урядової Міжвідомчої комісії з проблем «нацистського золота» і компенсаційних виплат жертвам нацизму.
У березні 2011 року Регіональна академія козацтва присвоїла йому звання генерал-полковника.
До останніх днів життя -  Голова громадської організації «Українська спілка в’язнів-жертв нацизму» .
Помер 23 лютого 2022 року у віці 86 років в Києві.

## Політика
У 2002 році на чергових виборах балотувався по багатомандатному виборчому округу від КПУ (о) за № 14 у списку. Центральна виборча комісія скасувала рішення про реєстрацію у народні депутати України в багатомандатному загальнодержавному виборчому окрузі на підставі порушення пункту 8 частини першої статті 49 Закону України «Про вибори народних депутатів України», а саме Демидов Маркіян Дмитрович у розділі IV декларації про майно та доходи кандидатів у народні депутати України та членів їх сімей не задекларував легковий автомобіль «Шкода Фабія».
Помічник народного депутата 4-го скликання Ігоря Шарова (Блок «За єдину Україну!»).
Помічник народного депутата 5-го скликання Сергія Червонописького (Соціалістична партія України).

## Родина
Дружина — Аліна Степанівна, за фахом юрист, багато років працювала помічником заступника Київського міського голови. У дитинстві примусово була вивезена до Німеччини на роботи. Пішла з життя  21 лютого 2013.
Дві дочки, мають вищу освіту. Старша Маргарита — відповідальний працівник банку. Молодша Алла — юрист, суддя Вищого господарського суду України.
Дорослий онук Владислав має юридичну освіту і є суддею Господарського суду міста Києва. І ще у них три онучки: Аліна, Аріана і найменша Алла.

## Відзнаки та нагороди
- Орден князя Ярослава Мудрого V ст. (5.5.2008)[6]
- Орден князя Ярослава Мудрого IV ст. (4.11.2011)[7]
- Орден князя Ярослава Мудрого III ст. (1.12.2016)[8]
- Орден «За заслуги» III ст. (1994)
- Орден «За заслуги» II ст. (1998)
- Орден «За заслуги» I ст. (2005)
- Почесна грамота Кабінету Міністрів України (2000, 2013)
- Почесна грамота Верховної Ради України (2005)
- За активну співпрацю з польськими організаціями людей постраждалих від III Рейху його нагороджено «Золотою медаллю ZPP» (2004).
- «Подяки», «Почесні грамоти» Київського міського голови та відзнака «Знак Пошани» (2005) від Київської міської ради.
- Орден «1020-річчя Хрещення Київської Русі» (2011)
- 23 медалі
- Пам'ятний нагрудний знак «70 років визволення Києва від фашистських загарбників» (2013)
- медаль М.R. Штефаника II ступеня (Словаччина, 2012)
- медаль «70—річчя Липневого повстання» (Чорногорія, 2013)
- пам´ятна відзнака Папи Римського Франциска (Польща, 2016).